# Didrik Graan
Didrik Graan, död 1738, var en svensk rådman, riksdagsledamot och politiker.

## Biografi
Didrik Graan var rådman i Hedemora. Han avled 1738.
Graan var riksdagsledamot för borgarståndet i Hedemora vid riksdagen 1731.